# Wouter I Berthout
Wouter I Berthout (ca. 1070 - na 1110) was een Brabants edelman en stamvader van het geslacht Berthout. 
Wouter was heer van Grimbergen en Mechelen, en voogd van Mechelen (1096-1110). Hij nam deel aan de Eerste Kruistocht. Na zijn thuiskomst ontgon hij grote gebieden ten noorden van Brussel en stichtte daar in 1110 (of 1128) de abdij van Grimbergen. Het kasteel van Grimbergen lag op een 13 m hoge motte, bij de kruising van de oude landweg van Brugge en Gent naar Brussel, met de Zenne, tegenover Vilvoorde.
Wouter is begraven in de abdij van Grimbergen.
Wouter was vader van:
- Arnoud Berthout (ca. 1100 - voor 1140), weigerde een eed van trouw aan Godfried I van Leuven nadat die in 1128 uit de functie van hertog van Neder-Lotharingen was gezet. Dit vormde de aanleiding tot de latere Grimbergse Oorlogen. Vader van Wouter II Berthout.
- Gerard van Ninove
- Alveric
- Lutgarde, getrouwd met Boudewijn III van Gent
- Adelheid Berthouts, moeder van Dirk I van Altena (ca. 1120 - na 1189)

## Bron
- Foundation for Medieval Genealogy